# Caspar Herman von Heinen
Caspar Herman von Heinen (1729 på Ulriksholm – 25. juni 1767) var en dansk godsejer og stiftamtmand, bror til Margrethe von Heinen og far til Albrecht Christopher von Heinen.
Caspar Herman von Heinen var søn af Ulrik Frederik von Heinen til Ulriksholm og Catharine Brüggemann. Han blev kammerjunker 1747, assessor i Hofretten 1748 og var stiftamtmand over Viborg Stift og amtmand over Hald Amt fra 16. september 1754 til 8. september 1760, hvor han fik afsked.
16. april 1755 ægtede han i sit første ægteskab i Christiansborg Slotskirke Birgitte Catharine baronesse Holck (9. februar 1737 på Holckenhavn - 4. april 1756), datter af Eiler baron Holck. Hun var 1747-51 hofdame hos dronning Louise, 1752 hos dronning Juliane Marie og blev 1754 kammerfrøken. Anden gang ægtede han 10. juni 1757 Friderica Sophia Himmelstrup født Iversdatter (døbt 19. oktober 1722 i Fraugde kirke - 10. juni 1770), enke efter Niels Bang Himmelstrup til Hollufgård og Ørritslevgård, som han derved overtog.